# Вергелес Тетяна Володимирівна
Тетяна Володимирівна Вергелес (нар. 18 лютого 1960, Львів) — українська журналістка, головна редакторка Інформаційної агенції ZIK (з квітня 2015-липень 2019); відповідальна редакторка Центру комунікацій Національного університету «Львівська політехніка».

## Життєпис
З дитинства писала вірші, була членом Літературного об'єднання «Перші кроки», яким у Львові керувала Марія Тихонівна Шевченко. Була учасницею і переможницею всеукраїнських літературних конкурсів для дітей та юнацтва.
Трудовий шлях почала на конвеєрі ВО «Кінескоп». Друкувалася в заводській багатотиражці «Лампочка Ілліча», була робкором газети «Львівський залізничник», журналістом і редактором у львівських газетах: «Молода Галичина», «Діло», «Високий Замок».
У 1984 закінчила заочно факультет журналістики Львівського університету ім. І.Франка.
Із 2006 року — заступник, а з квітня 2015 по липень 2019 року — головний редактор Інформаційної агенції ZIK (IA ZIK).
Із вересня 2019 року  — відповідальний редактор Центру комунікацій Національного університету «Львівська політехніка».

## Літературна творчість
Написала книгу спогадів «Моя грішна журналістика» (Львів, «Аверс», 2014).
В антологію «Львів… Львів'янки… Любов» (видавець — ЛА «Піраміда») увійшло оповідання Тетяни Вергелес «Мандрівка з невидимкою на хвості» (Львів, 2014). Співавторками книги стали Маріанна Вдовиковська, Тетяна Грунська, Любов Долик, Оксана Кришталева, Оксана Лозова, Христина Лукащук, Катерина Міхаліцина, Надія Мориквас, Ірина Показанова, Жанна Слоньовська.
Після мандрівок Добромильським краєм в антологію  подорожніх есе українських письменників Галини Вдовиченко, Богдана Волошина, Оксани Кришталевої, Владислави Москалець, Галини Пагутяк, Лани Перлулайнен, Ярослава Яріша «Зелене яблуко, срібні мечі» (Львів, ЛА «Піраміда», 2017) увійшло оповідання Тетяни Вергелес «Зовсім інший день. Мандрівна розмова з Мироном Іваником, львівським Писарем з Тернави» (Львів, 2017).
Співавторка і упорядниця книги «Поважаймо себе. Микола Максимович: ректор двох університетів у спогадах сучасників» (Видавництво Львівської політехніки, 2020). Книгу присвячено українському вченому в галузі електротехніки, одному з організаторів післявоєнної вищої освіти на Львівщині. У книзі чи не вперше за роки Незалежності України зроблено спробу зняти пропагандистську сухозлотицю з постаті дружини Миколи Максимовича  — члена Комуністичної партії Західної України (КПЗУ) Марії Кіх, чиє ім'я добре знали в Радянському Союзі.
За загальною редакцією Тетяни Вергелес 2023 року у Видавництві Львівської політехніки побачило світ науково-популярне видання —  книга «Під опікою Святого Лазаря. Мандрівка в часі: Шпиталь. Львівська політехніка. Дударик». Це дослідження історика й журналіста Богдана Білана та професора архітектури Миколи Бевза про один із найстаріших і найкраще збережених шпитальних комплексів в Україні, де майже 400 років — від початку XVII cт. і до Другої світової війни —  діяла лічниця для нужденних.
У вересні 2024 року вийшла друком книга Тетяни Вергелес «З пістолетом у шухляді. 1944—1953: час Стефана Ямпольського у Львівській політехніці» (Видавництво Львівської політехніки) –  про українського вченого-економіста, який був ректором (директором) Львівського політехнічного інституту у часи сталінського лихоліття.  У книзі публіцистично осмислено період, коли навчальний заклад радикально інтегрували в радянський освітній простір. Зруйнована під час Другої світової війни матеріально-технічна база, недостатнє фінансування, брак кадрів — виклики, перед якими опинився у Львівській політехніці 38-річний східняк Стефан Михайлович Ямпольський. Головні українські міста в біографії Ямпольського — Ізюм, Харків, Львів, Одеса, Київ. Він з тих львівських політехніків, яких можна назвати «зв'язковими» між регіонами соборної України. І це важливо під час війни, коли країна бореться, зокрема, за територіальну цілісність проти агресії російської федерації. В «контексті Ямпольського» звучить тема двох воєн — Другої світової і російсько-української  ХХІ століття. У життєписі відгалужені сюжетні лінії, пов'язані з іменами Петра Шелеста, Ігоря Курчатова і навіть Станіслава Уляма. У відтвореній атмосфері 1940—1950 років проглядають риси львівських політехніків того непростого часу.

## Відзнаки
- Лауреат обласної журналістської премії «Сучасність».
- Нагороджена Національною спілкою журналістів України «Золотою медаллю української журналістики» (2013).
- Заслужений журналіст України (1 грудня 2018) — з нагоди 27-ї річниці підтвердження всеукраїнським референдумом Акта проголошення незалежності України 1 грудня 1991 року[5]